# أنسيل إلغورت
أنسيل إلغورت (بالإنجليزية: Ansel Elgort)‏ (ولد في 14 مارس، 1994) هو ممثل وعارض أزياء ودي جي ومنتج موسيقي أمريكي.

## عنه
ولد في مدينة نيويورك، والده من أصول يهودية روسية، في حين أن والدته لها أصول نرويجية وبريطانية ز ظهر بأدوار متعددة، ومنها كاري، مختلف، الخلل في نجومنا والسائق الصغير (2017).

## قائمة الأعمال الفنية
| السنة | العنوان                 | الدور        |
| ----- | ----------------------- | ------------ |
| 2013  | كاري                    | تومي روس     |
| 2014  | مختلفة                  | كيليب برايور |
| 2014  | ما تخبئه لنا النجوم     | أوغسطس ووترز |
| 2015  | رجال ونساء وأطفال       | تيم موني     |
| 2015  | سلسلة مختلفة: متمردة    | كيليب برايور |
| 2015  | بلدات ورقية             | ميسون        |
| 2016  | سلسلة المختلفة: المخلصة | كيليب برايور |
| 2017  | بيبي درايفر             | بيبي         |
| 2017  | مجرمو نوفمبر            | أديسون       |

## روابط خارجية
- أنسيل إلغورت على موقع IMDb (الإنجليزية)
- أنسيل إلغورت على موقع ميتاكريتيك (الإنجليزية)
- أنسيل إلغورت على موقع روتن توميتوز (الإنجليزية)
- أنسيل إلغورت على موقع مونزينجر (الألمانية)
- أنسيل إلغورت على موقع ألو سيني (الفرنسية)
- أنسيل إلغورت على موقع ميوزك برينز (الإنجليزية)
- أنسيل إلغورت على موقع تيرنر كلاسيك موفيز (الإنجليزية)
- أنسيل إلغورت على موقع أول موفي (الإنجليزية)
- أنسيل إلغورت على موقع بوكس أوفيس موجو (الإنجليزية)
- أنسيل إلغورت على موقع قاعدة بيانات الأفلام السويدية (السويدية)